# Айомми, Тони
Фрэ́нк Э́нтони Айо́мми (англ. Frank Anthony Iommi; род. 19 февраля 1948, Бирмингем) — английский гитарист, автор песен и продюсер. Наиболее известен как основатель, композитор и бессменный участник группы Black Sabbath.
В подростковом возрасте Айомми потерял кончики безымянного и среднего пальцев правой руки в результате несчастного случая на заводе по производству листового металла, что повлияло на его особый стиль игры. Айомми ненадолго покидал Black Sabbath (в тот момент выступавшей под названием Earth) для участия в группе Jethro Tull. В 2000 году выпустил свой первый сольный альбом. После выпуска в 2005 году со своим другом Гленном Хьюзом альбома «Fused» присоединился к группе Heaven & Hell, с которой выступал вплоть до смерти Ронни Джеймса Дио в 2010 году.
Айомми считается отцом стиля тяжёлый металл и одним из величайших и самых влиятельных рок-гитаристов всех времён. Плодовитый создатель риффов, он занял 86-е место в списке «100 величайших гитаристов всех времён» по версии журнала Rolling Stone (в версии 2003 года) и 25-е место — в списке 2011 года. Вместе с остальными членами группы оказал определяющее влияние на развитие тяжёлого рока и метала как стиля.
За благотворительную деятельность награждён Орденом Почёта (Армения).
В 2011 году он опубликовал автобиографию под названием «Железный человек. Мой путь через Небеса и Ад с Black Sabbath» (Iron Man: My Journey through Heaven and Hell with Black Sabbath).

## Биография

### Ранние годы
Тони Айомми родился 19 февраля 1948 года в Бирмингеме, Англия. Он был единственным ребёнком родителей-итальянцев — Энтони Фрэнка Айомми (англ. Anthony Frank Iommi) и Сильвии Марии (англ. Sylvia Maria, в девичестве — Валенти). Когда мальчику было пять лет, семья переехала в район Бирмингема Уошвуд Хит. По утверждению Айомми, его отец не желал появления ребёнка и иногда ему кричал: «Я всё равно никогда не хотел тебя», и это оставило у него психологическую травму. В возрасте примерно около десяти лет Тони поступает в среднюю школу на Бёрчфилд Роуд. Там же учился и Оззи Осборн, который был на год младше Айомми. В районе, где проживала семья Айомми, было много бандитов, которые часто приставали к Тони. Поэтому он начал заниматься дзюдо и карате, а затем увлёкся боксом. Тогда он подумывал о дальнейшей карьере, связанной с боксом. Вместе со своим приятелем Альбертом Тони создаёт группу под названием «Команчи». Отец Тони и его братья были довольно музыкальны — все играли на аккордеонах. Детской мечтой Айомми была ударная установка, которую, по его признанию, он никаким образом не мог получить ввиду отсутствия места дома — «выбор был или аккордеон, или ничего». Айомми часто слушал «Радио Люксембург» и передачу «Топ 20». Частое слушание инструментальных групп, таких как «The Shadows», привило Айомми любовь к музыке и подтолкнуло взяться за гитару. Его первой гитарой был Watkins Rapier. Выбор был ограничен, так как Айомми был левшой. Стоила гитара около 20 фунтов и мать Тонни расплачивалась за неё еженедельными выплатами. Со своим другом Альбертом Айомми стал репетировать различные песни. Альберт пытался петь, а Айомми играть на гитаре. По словам Айомми, в то время ему было «двенадцать или тринадцать лет». В 1964 году Айомми присоединился к группе «The Rockin’ Chevrolets», которая исполняла песни «The Shadows» и играла много рок-н-ролла. Увлечение музыкой становилось всё серьёзнее и Айомми приобрёл себе гитару «Burns Trisonic». Вскоре «The Rockin’ Chevrolets» распались. После распада группы Айомми проходит прослушивание и получает приглашение в группу «The Birds & The Bees». Группа была профессиональной и в тот момент готовилась к поездке в Европу.

### Травма руки
В то время Айомми работал сварщиком на сталелитейном заводе. Собираясь на гастроли с группой, Айомми хотел бросить работу и не выходить на неё больше. Однако мать уговорила его отработать последний день. Напарница Айомми, которая работала на прессе, не вышла на работу, и руководство поставило Тони вместо неё. После обеда Айомми ослабил внимание и опустил пресс себе на правую руку. В результате гитарист лишился кончиков среднего и безымянного пальцев правой руки. Тони пережил депрессию, все врачи говорили, что он никогда не сможет играть на гитаре.
Пока Айомми предавался дома унынию, управляющий с завода по имени Брайан неоднократно навещал его и однажды принёс ему запись цыганского гитариста Джанго Рейнхардта, который играл двумя пальцами после того, как получил травму во время пожара, и это вдохновило Тони Айомми снова взять в руки гитару.
Вначале Айомми пытался играть только указательным пальцем, но это получалось плохо. По его признанию, самым простым способом было бы переобучиться на игру правой рукой, однако он отверг его, посчитав, что потеряет несколько лет на переобучение. После раздумий он расплавил бутылку из-под моющего средства «Fairy Liquid», сделал что-то вроде напёрстков и добился того, чтобы они правильно сидели на пальцах. Потратив долгое время на изготовление, Тони обнаружил, что пальцы не контролируют нажатие струны. Затем были попытки изготовить напальчники из ткани и различных кусков кожи. Выбор был остановлен на старой кожаной куртке Айомми. Кожа на куртке была старая и жёсткая и после шлифовки позволяла ему играть. Даже использование напальчников вызывало у Айомми боль. При игре приходится быть осторожным, так как в случае спадания напальчника высока вероятность рассечения кожи на суставе. По признанию Айомми, при выходе на сцену он обвязывает пальцы киперной лентой, капает супер-клей и все прижимает, а после выступления всё это отдирает. Из-за физических ограничений Айомми пришлось придумывать свою собственную методику для извлечения некоторых аккордов и научиться использовать для игры мизинец.

### Раннее творчество
Ко времени получения травмы Айомми сменил свою гитару на Fender Stratocaster. Последствия травмы привели к тому, что музыкант не мог играть на любой гитаре. Айомми пришлось стачивать порожки на своей гитаре. Из-за потери чувствительности к силе нажатия на струну Айомми искал способ установить более тонкие струны, в то время не выпускавшиеся. Он использовал две самые тонкие струны от банджо как Си и верхнюю Ми на гитаре, и заменил остальные струны, переместив их ниже, и сделав их менее жёсткими. Он избавился от толстой струны Ми, заменив её струной Ля.
Через полгода после получения травмы в магазинчик, где работал Айомми, зашёл Билл Уорд, который играл в группе The Rest. Он уговорил Тони присоединиться к ним. У второго гитариста группы Вика Редфорда (Vic Redford) был отрезан палец. Группа играла каверы The Shadows, Beatles, Stones. Денег катастрофически не было, и по утверждению Айомми «Билл рыскал по округе, выискивая сломанные детали барабанов от других групп» К этому времени Айомми работал в компании «Печатающие машинки B&D» («B&D Typewriters»), занимавшейся обслуживанием пишущих машинок. Выступлений группы к этому моменту стало слишком много для совмещений с основной работой, и Айомми покидает её.
После распада The Rest Айомми получает приглашение от группы Mythology. Он отправился к группе в город Карлайл вместе с вокалистом Крисом Смитом. Вскоре Mythology покидает барабанщик и на его замену Айомми зовёт Билла Уорда. Группа играла блюз с большим количеством гитарных соло. Там Айомми представилась возможность играть «по-настоящему», и по его словам «я на самом деле научился играть соло». В то время Айомми впервые попробовал гашиш. Как-то раз один из наркодилеров попросил музыкантов оставить у них свой чемодан. Те согласились, а на утро к ним нагрянула полиция. Музыканты пытались объяснить, что наркотики не их, и хотя полиция это знала, скандал вылился в прессу с заголовками «Группа арестована с наркотиками». Это происшествие стало основной причиной развала Mythology.
Айомми и Уорд пытались собрать новую группу и начали подыскивать вокалиста. В музыкальном магазине они увидели объявление, гласящее: «Оззи Зиг ищет группу, у него есть усилитель» («Ozzy Zig requires a gig, owns his own PA»). Айомми сказал Уорду: «Знаю я одного Оззи, но это не может быть он.». Придя по указанному в объявлении адресу и увидя выходящего Оззи Осборна Айомми сказал «О, нет, забудь. Я его знаю.» развернулся и ушёл. Через несколько дней Уорд сидел у Айомми дома, когда к ним неожиданно пришли Оззи Осборн и Гизер Батлер, которые искали барабанщика в свою группу. Айомми оценив ситуацию предложил попробовать поиграть вчетвером.
Помимо Айомми, Уорда, Батлера и Осборна в группе также был друг Оззи Джимми Филлипс, игравший на слайд-гитаре, и саксофонист Алан Кларк. В тот момент Батлер играл на гитаре, но решил переучиться на бас-гитару. Так как у него не было денег, он опустил строй на своём Fender Stratocaster, что приводило Айомми в ужас. Однако потом он одолжил бас-гитару в своей бывшей группе. Назвавшись The Polka Tulk Blues Band вновь собранная группа разучила несколько блюзовых композиций и попробовала выступать. Наличие в группе слайд-гитары и саксофона очень расстраивало Айомми, который считал их лишними. Он созвал Оззи, Билла и Гизера и предложил расстаться с ними. Чтобы никого не обижать, четвёрка объявила о распаде группы, а через пару дней они собрались вчетвером. Достаточно быстро музыканты изменили название с The Polka Tulk Blues Band на Earth. Одной из идей Айомми было ожидание приезда в город известных команд. Тогда группа собирала аппаратуру и ехала к площадке в надежде, что музыканты не приедут. Оззи называл это «Самой безумной затеей». Однажды им повезло. Как позже выяснилось, у группы Jethro Tull сломался автобус, и они не смогли вовремя доехать. Айомми договорился с организаторами концерта, и Earth вышли на сцену. В середине выступления Jethro Tull удалось добраться, и Йэн Андерсон наблюдал концерт. Выступление прошло очень удачно, и об Earth стало известно в музыкальных кругах. Спустя некоторое время, гитарист Jethro Tull Мик Абрахамс заявил о своём уходе, и Йэн Андерсон пригласил Айомми на его место. Айомми сомневался, но остальные члены группы выразили уверенность в том, что он должен принять это приглашение.
Пройдя прослушивание в Лондоне, Тони получил место гитариста Jethro Tull. Айомми приступил к репетициям, однако через некоторое время решил уйти, так как ему не понравилась атмосфера, царившая в коллективе. «Я хотел быть частью группы, в которой всё делается сообща, а не быть приглашённым в состав, где всё уже решено». Айомми сообщает Андерсону о своём решении уйти, однако по его просьбе принимает участие в шоу «Рок-н-ролльный цирк «Роллинг Стоунз»». После возвращения из Лондона Айомми возвращается в Earth, и группа вновь начинает репетиции. В их ходе они начинают сочинять собственные песни, такие как «Wicked World» и «Black Sabbath».
В Англии существовала ещё одна группа с названием Earth, что однажды привело к курьёзному случаю: группу пригласили на выступление, и когда участники вышли на сцену, они увидели непривычную для себя аудиторию. Оказалось, что организаторы приняли группу за одноимённый поп-коллектив и пригласили её на выступление на танцах. По словам Тони Айомми, после этого было принято решение придумать для группы другое название, которое бы отражало её звучание. Отвергнув различные варианты участники остановились на предложенном Батлером названии Black Sabbath (рус. Чёрный Шабаш, Чёрная Суббота), по американскому переводу названия итальянского фильма ужасов «I tre volti della paura».

## Black Sabbath

### Black Sabbath с Оззи Осборном
В феврале 1970 года Vertigo Records выпустил первый альбом Black Sabbath, название которого было созвучно имени группы. Запись альбома в студии проходила в течение двенадцати часов на два четырёхдорожечных магнитофона. Музыка на этом альбоме представляла собой хард-рок с влиянием блюз-рока, но уже на первых же записях проявился особый узнаваемый стиль Black Sabbath. Согласно воспоминаниям Оззи Осборна, однажды во время просмотра какого-то фильма ужасов Тони предложил: «Если людям нравится платить за фильмы-ужастики, может быть, им понравится и музыка-ужастик?» Воплощением этой идеи на дебютном альбоме стала заглавная песня «Black Sabbath», для которой Тони Айомми сочинил необычный «зловещий» рифф, используя редкий интервал тритон. Это созвучие в средние века называли «дьяволом в музыке» (diabolus in musica), что музыкантам очень понравилось, так как сочеталось с мистическим текстом песни. Однако, вопреки слухам, это прозвище тритон заслужил не за «мистическое» звучание, а потому, что считался в средние века диссонансом.
Через четыре месяца альбом был переиздан в США (Warner Bros. Records) и был распродан миллионным тиражом.
18 сентября 1970 года вышел второй альбом Paranoid, который поднялся на первое место в Британии. Альбом должен был быть назван «War Pigs», но так как группа собиралась давать тур по Америке, где тяжело переживали последствия войны во Вьетнаме, то было решено не акцентировать внимание аудитории на этой песне, в тексте которой «генералы собрались в кучу, как ведьмы», а «политики спрятались, начав войну». Песня «Paranoid», занявшая четвёртое место в Британии, была записана только для того, чтобы сделать альбом длиннее. Запись альбома на студии длилась четыре дня.
После одного из концертов этого времени на участников группы напали скинхеды, и рука Тони Айомми была травмирована, из-за чего пришлось отменить следующее выступление.
В августе 1971 года был издан третий альбом Master of Reality. Этот альбом занял пятое место в Великобритании. Как и первые два, альбом достиг продаж в миллион экземпляров. Звучание альбома примечательно пониженным строем гитары Тони Айомми (с ми-бемоль до до-диез). Первая песня альбома, «Sweet Leaf», посвящённая марихуане, начинается с зацикленного кашля Тони. Помимо гитарных риффов он исполнил партию флейты в песне «Solitude», а также играл на клавишных инструментах.
В сентябре 1972 года вышел альбом Black Sabbath Vol. 4. В этом альбоме группа начала делать эксперименты со звуком.
В процессе записи между участниками группы возникали трения; по словам Оззи Осборна, альбом записывался в состоянии наркотического хаоса. Первоначально подразумевалось, что альбом будет иметь название «Snowblind», в честь одноимённой песни о моде на кокаин. В британских чартах альбом занял восьмое место.
В ноябре 1973 года был выпущен альбом Sabbath Bloody Sabbath. Музыканты сняли замок в Уэльсе, в котором, по слухам, водились привидения. Аппаратура была установлена в темницах, что, по мнению Тони Айомми, вдохновляло группу на новые идеи. Для записи альбома в Black Sabbath был приглашён клавишник группы Yes Рик Уэйкман. Тони Айомми играл партии электрогитары, акустической гитары, синтезатора (в песне «Killing Yourself to Live»), пианино, клавесина, органа, флейты, волынки. Вспоминая этот период, Тони говорил о том, что у него было великолепное чувство от репетиций до записи, что это было замечательное время.
Бас-гитарист Гизер Батлер рассказал, что группа была истощена после турне, взаимоотношения участников были сложными, но после того как Тони Айомми придумал рифф к песне «Sabbath Bloody Sabbath», все оживились, и стали появляться новые песни. Пятый альбом Black Sabbath занял в Великобритании четвёртое место, и так же, как его предшественники, был продан тиражом свыше миллиона экземпляров.
Шестой альбом Black Sabbath Sabotage был выпущен в сентябре 1975 года. Издание альбома было отложено на год из-за проблем с менеджментом. По словам Тони Айомми, альбом записывался ночами, так как днём группа находилась в суде.
Sabotage занял в Великобритании седьмое место. Это первый альбом группы, который не получил платинового статуса, и считается самым недооценённым творением группы. После появления альбома Тони Айомми был признан лучшим хард-роковым гитаристом мира.
В 1976 году вышел альбом Technical Ecstasy. В Британии он достиг двенадцатого места. При работе над ним Тони Айомми хотел внести разнообразие в аранжировки группы, использовать духовые инструменты, в то время как Оззи Осборн желал, чтобы группа не изменяла привычному ей стилю/ Эксперименты в звучании всё же были произведены, и группа стала всё дальше уходить от стиля, в котором были записаны первые пять альбомов.
Оззи ушёл из группы в ноябре 1977 года, но в январе 1978 года вернулся и принял участие в записи альбома Never Say Die!.
Never Say Die! был издан в октябре 1978 года и занял двенадцатое место в британских хит-парадах. Он стал последним альбомом группы, в котором вокальные партии были исполнены Оззи Осборном. Он пропустил несколько недель репетиций и хотел уйти из группы, Тони Айомми надоели выходки Оззи, и в мае 1979 года Айомми принял решение уволить Осборна.

### Black Sabbath с Ронни Джеймсом Дио

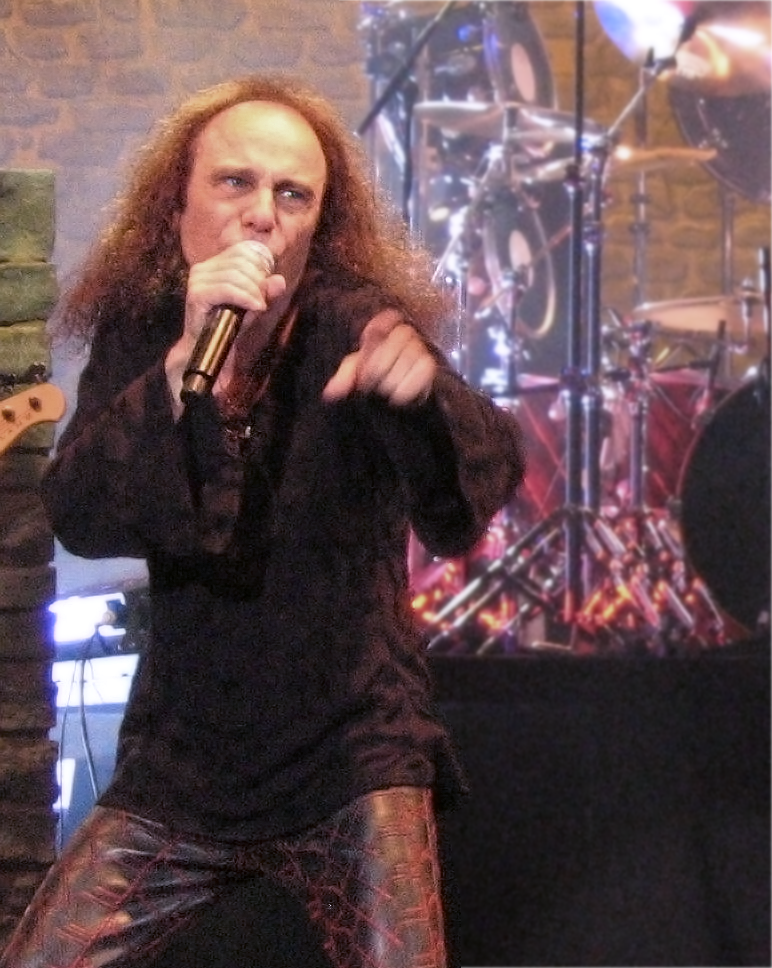
Ронни Джеймс Дио в составе группы Heaven and Hell

В июне 1979 года его место занял Ронни Джеймс Дио, покинувший группу Rainbow. В первую ночь появления солиста в группе в доме Тони Айомми состоялась репетиция, на которой была написана песня «Children of the Sea».
В обновлённом составе Black Sabbath выпустили в апреле 1980 года новый альбом Heaven and Hell. Альбом занял девятое место в Великобритании, был продан тиражом свыше миллиона, а группа приобрела новое поколение молодых фанатов. Раньше тексты песен писались Гизером Батлером, с приходом в группу Дио их стал писать только он. Стиль его текстов «с мечами и волшебством, драконами и башнями» легко прижился в группе.
О важности того, что Ронни стал членом группы, Тони Айомми сказал так:

Приход в группу Дио дал нам возможность продолжать наш творческий дрейф немного в другом направлении. Подход к написанию музыкального материала изменился. Это произошло оттого, что мы творили уже совсем для другого вокалиста. Ведь стиль пения Дио очень отличается от стиля Оззи. Так что Ронни Дио позволил открыть новые горизонты в нашей музыке, изменить ритмику.

Второй альбом, в котором принял участие Дио — The Mob Rules — вышел в ноябре 1981 года и стал золотым. Во время записи концертного альбома Live Evil (тур «The Mob Rules») между Айомми и Дио произошла ссора. Последнего обвинили в том, что он ночью пробрался на студию и повысил уровень записи своего вокала. Сам Ронни говорил, что ссоры в студии были лишь поводом, что участники группы виделись только на концертах и на студии, и отношения между ними были натянутыми.
Дио покинул группу в ноябре 1982 года и начал сольную карьеру, которая стала продолжением того, что делал Black Sabbath во время того, как он входил в его состав. А на его место был приглашён солист Deep Purple Иэн Гиллан.

### Black Sabbath с Иэном Гилланом

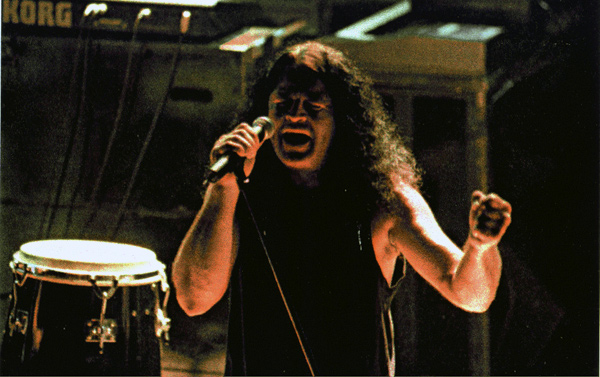
Гиллан в 1997 году

Группа приглашала Иэна Гиллана и в 1982 году, но он отказался. В 1983 году Тони Айомми и Гизер Батлер позвали Иэна на встречу в оксфордском пабе. Солист позже рассказал, что «они набрались, и он ничего не помнил…а на следующее утро ему позвонил менеджер группы и спросил, когда он думает приступить к работе с Black Sabbath».
Альбом Born Again, записанный при участии Иэна, был издан в 1983 году и занял четвёртое место в хит-параде Великобритании. Black Sabbath и продюсер Робин Блэк воплотили в альбоме самые мрачные произведения. Тони Айомми сказал, что песни с «Born Again» «в течение некоторого времени крутились у них с Гизером в голове, но не было вокалиста, способного справиться с таким материалом». Музыкальные композиции напоминали сольные проекты Иэна, а не Black Sabbath, и старые песни группы в его исполнении звучали странно. Да и сам Гиллан был очень разочарован звучанием альбома. В результате солист ушёл из группы в возрождённый Deep Purple. Билл Уорд и Гизер Батлер, недовольные экспериментами Тони Айомми, тоже покинули группу, и Black Sabbath, по сути, распался.

### Поиск

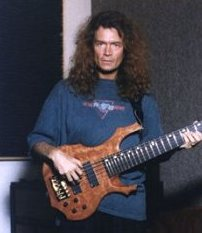
Гленн Хьюз

К 1986 году Тони Айомми остался единственным из первоначального состава группы. Он выкупил авторские права на Black Sabbath, решив сохранить название, и начал поиски нового состава. В новый состав вошли: Джефф Николс (клавишные), Гленн Хьюз (вокал), Дейв Спиц (бас) и Эрик Сингер (ударные). Вышедший в 1986 году альбом Seventh Star был сольным проектом Тони Айомми, он был автором музыки и большинства текстов, но в последний момент записывающая компания настояла на том, чтобы он вышел под именем Black Sabbath, результатом чего стала надпись на обложке «Black Sabbath featuring Tony Iommi». Альбом, в который были добавлены восточные мотивы, стал ещё меньше напоминать первоначальный стиль группы, а мощный вокал Гленна Хьюза не подходил под материал Black Sabbath. Сам Гленн говорил, что он не был участником этой группы, а состоял в сольном проекте Айомми. Альбом занял двадцать седьмое место в Великобритании. Тур к альбому пришлось отменить после того, как Гленн Хьюз в драке получил травму, мешающую ему петь. В этом же году он был уволен за сильное пристрастие к спиртному и наркотикам.
В группу пришёл новый вокалист Рэй Гиллен. При его участии был записан альбом с рабочим названием «Bloodgood», но перед его изданием Рэй ушёл из группы, и Black Sabbath переписал весь материал с новым певцом — Тони Мартином.

### Black Sabbath c Тони Мартином
Перезаписанный диск вышел в декабре 1987 года под названием Eternal Idol. Он занял в британских чартах шестьдесят шестое место. Новому вокалисту удалось привнести в звучание что-то новое, и время с начала его появления в Black Sabbath стало оцениваться как новый этап группы. Уровень продажи билетов во время тура после выхода альбома был низким, и Black Sabbath, отменив часть запланированных концертов, приступил к записи нового альбома.
В апреле 1989 года Black Sabbath выпускает альбом Headless Cross, который стал более популярным, чем его предшественник, и получил благоприятные отзывы критиков. Сайт AllMusic назвал Headless Cross и Eternal Idol лучшими альбомами группы из тех, что были записаны без участия Осборна и Дио. В Великобритании альбом добился девятого места.
В ноябре 1989 года Айомми приезжает с концертом в СССР.
В августе 1990 года появился альбом Tyr. Впервые группа обратилась к скандинавским мотивам как в музыкальном плане, так и в текстах (песни «Valhalla», «Odin’s Court»). В чартах Великобритании Tyr остановился на двадцать четвёртом месте. Как и в случае с предыдущими двумя альбомами, часть концертов была отменена из-за плохого уровня продажи билетов.

### Black Sabbath образца 1992 года
В 1991 году состоялось возрождение одного из старых составов Black Sabbath: в группу вернулись Дио и Батлер. Этим составом был записан альбом Dehumanizer, тексты которого были обращены к проблеме чрезмерного влияния на людей компьютеров и кинематографа. В этом же году Дио снова покинул группу, не желая участвовать в концерте, в котором Black Sabbath должен был подготавливать публику к выходу Осборна. Несколько выступлений помог осуществить солист Judas Priest Роберт Хэлфорд, а потом в Black Sabbath вновь появился Тони Мартин.

### Black Sabbath во второй раз с Тони Мартином
Новый альбом был записан в 1994 году и вышел под названием «Cross Purposes». Сайт AllMusic утверждает, что «Cross Purposes — это первый альбом после Born Again, который звучит как настоящий Black Sabbath».
В следующем году был издан альбом «Forbidden». Критики называли его одним из самых худших альбомов группы. Тони Айомми сказал, что недоволен им.
«Forbidden» — восемнадцатый и предпоследний студийный альбом Black Sabbath. Группа не давала публичных заявлений о распаде, но каждый из участников занялся сольной карьерой.

### Возвращения к истокам

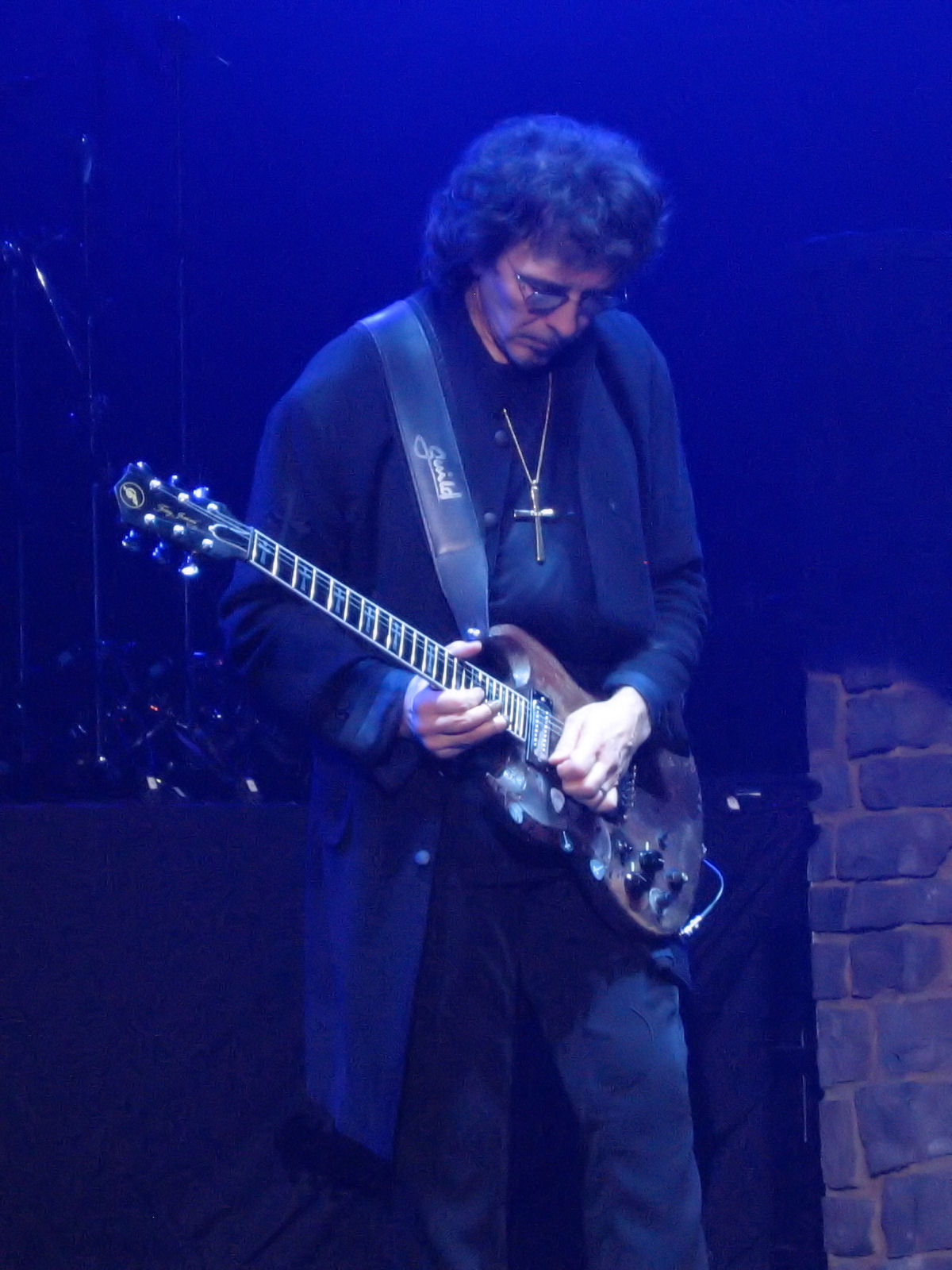
Тони Айомми в составе Heaven and Hell 2007

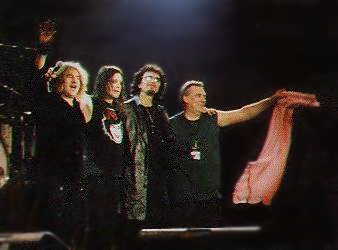
Black Sabbath в 1999 году

В 1997 году участники первоначального состава Black Sabbath снова собрались вместе. Осенью 1998 года был выпущен диск «Reunion», который представлял собой запись концерта в Бирмингеме (старые песни) и две новые песни. Тони Айомми сказал, что никто из музыкантов не ставил перед собой задачи объединения, никто не хотел входить в напряжённый режим работы, что просто было сделано то, что действительно хотелось. В оригинальном составе группа дала тур, участвовала в Ozzfest 2001, церемонии «Music Hall of Fame 2005».
В 2007 году Тони Айомми, Гизер Батлер, Винни Эпис и Ронни Джеймс Дио образовали группу Heaven and Hell. Группа представила сет, состоящий из пятнадцати композиций времени сотрудничества Black Sabbath и Дио и две новые песни — «The Devil Cried» и «Shadow of the Wind». Дав тур в 2007 году, участники занялись своим творчеством: Дио вернулся в свою группу, Айомми — планировал работать с оригинальным составом Black Sabbath. Но, несмотря на это, музыканты не отрицали возможности дальнейшего сотрудничества.

## Сольное творчество

### Iommi
Первым официальным сольным альбомом Тони Айомми стал «Iommi», который вышел в октябре 2000 года. Для записи было приглашено огромное количество известных рок-музыкантов. В одном из интервью Тони сказал, что он «так долго играет свою роль в Black Sabbath, записывая каждый альбом с одним певцом, одним басистом и одним барабанщиком, что ему просто захотелось попробовать что-то другое».
Песня «Who’s Fooling Who» была записана при участии Оззи Осборна и Билла Уорда. В композиции «Laughing Man» вокал был записан Генри Роллинзом (Rollins Band), в «Time Is Mine» спел Фил Ансельмо (Pantera), в «Black Oblivion» — Билли Корган (The Smashing Pumpkins), в «Goodbye Lament» — Дэйв Грол (Foo Fighters) также известный как барабанщик Nirvana, в «Into the Night» — Билли Айдол, в «Flame On» — Ян Эстбьюри (The Cult), в «Meat» — Скин (Skunk Anansie), в «Just Say No» — Питер Стил (Type O Negative), в «Patterns» — Серж Танкян (System Of A Down). Музыка была придумана Тони Айомми в соавторстве с продюсером Bob Marlette, а тексты песен — исполнявшими их солистами. В двух композициях альбома («Goodbye Lament» и «Flame On») принял участие друг Айомми Брайан Мэй.

### The 1996 DEP Sessions
В 2004 году вышел альбом «The 1996 DEP Sessions». Материал был записан ещё в 1996 году и был известен среди поклонников Тони под названием «Eighth star» (так же, как и в альбоме «The Seventh Star», в нём принял участие Гленн Хьюз).

### Fused
Во время записи «The 1996 DEP Sessions» Тони Айомми и Гленн Хьюз решили продолжить совместное творчество, результатом чего стал альбом «Fused», вышедший в июле 2005 года. В альбоме можно проследить современное звучание (например, песня «Grace» близка по звучанию к Linkin Park). Сам Тони назвал альбом «сильным». В Британии «Fused» стал одним из самых хорошо продаваемых альбомов.

### Again Born Again
В 2011 году Айомми совместно с Иэном Гилланом собирал благотворительную гастрольную группу Whocares, в которую помимо них вошли: барабанщик Iron Maiden Нико Макбрэйн, бывший клавишник Deep Purple Джон Лорд, гитарист HIM Микко Линдстрём и экс-басист Metallica Джейсон Ньюстед. 6 мая вышел дебютный сингл из двух песен — «Out Of Mind» и «Holy Water». Все средства, поступавшие от продажи музыки Whocares, передавались на восстановление детской музыкальной школы в армянском городе Гюмри, которой Гиллан и Айомми помогают уже длительное время. К CD-версии сингла Whocares приложен 40-минутный документальный фильм, рассказывающий об этой школе.
Для рекламы этого события на Youtube был выложен проморолик.

### Возвращение к истокам, или Never Say Die
11 ноября 2011 (11/11/11) в 11:11 в клубе Whisky a Go Go Осборн, Айомми, Батлер и Уорд объявили о воссоединении группы. Открытие мирового концертного тура было намечено концертами в Москве (18 мая 2012) и Санкт-Петербурге (20 мая). В планах музыкантов было посещение тех стран, в которых они никогда не выступали классическим составом. Помимо этого, музыканты были объявлены хедлайнерами ведущих рок-фестивалей, таких как Download Festival (Великобритания), Azkena Rock Festival (Испания), Hellfest (Франция), Graspop Metal Meeting (Бельгия) и Gods of Metal (Италия).
Спустя 2 месяца после этого у Тони Айомми была обнаружена опухоль лимфатической ткани (лимфома) на ранней стадии развития. В связи с лечением музыканты в 2012 году выступили только на 3 фестивалях, однако продолжили работу над новым студийным альбомом, который вышел в 2013 году и получил название «13». Выпуск альбома музыканты отметили широкомасштабным турне в его поддержку.

## Оборудование и особенности звучания

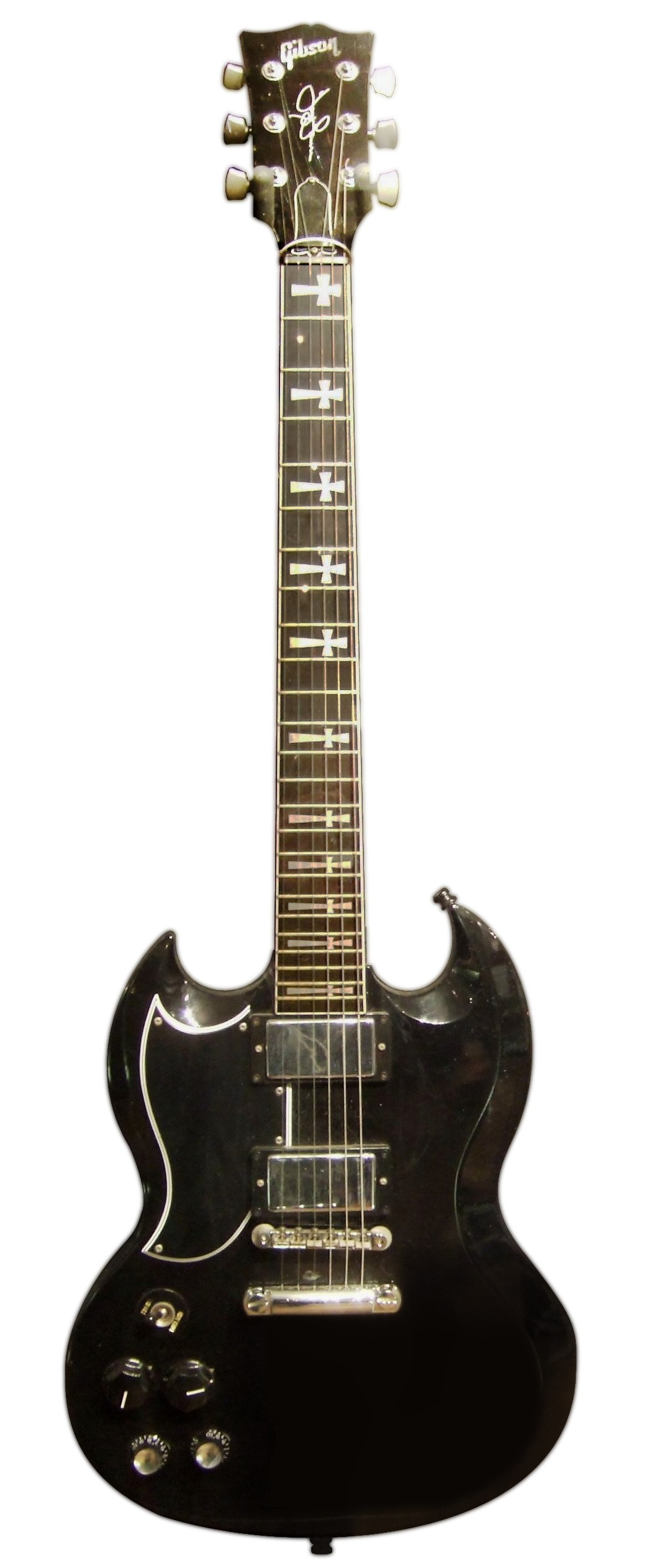
Гитара Тони Айомми
Gibson SG

Во время процесса сочинения первого альбома Black Sabbath инструментом Тони Айомми был Fender Stratocaster, но к началу записи сломался звукосниматель, и гитарист выменял свой саксофон, на котором никогда не играл, на гитару Gibson SG.
Из-за травмы пальцев Тони использовал тонкие, «.008» струны. Гитара настраивалась в тональности ми-бемоль, что было связано с особенностью пальцев Тони Айомми, а также с его желанием «добиться очень внушительного звучания, уплотняя саунд». Иногда Айомми настраивался на полтора тона ниже (в до-диез), потому что Оззи не мог взять некоторые ноты.
В 2002 году Тони говорил, что с самого начала творчества он экспериментировал со звуком, но теперь перестал:

Я пришёл к звуку, который мне нравится, и поэтому я годами играю на одном и том же. У меня есть свои именные гитары и усилители, и они дают мне точно такой же звук, как я хочу. Мне хочется, чтобы звук был очень кранчевый и острый. Мой звук в 70-х был, наверное, чуть более мутный и фуззовый, чем теперь. Звук, который мне нужен сейчас плотный и мощный.

В интервью журналу Total Guitar Тони рассказал, что играет на гитаре Gibson SG «Iommi series», сделанной специально для него. Гитара снабжена более тонкой ладовой проволокой, имеет двадцать четыре лада, а её накладка украшена крестами. Усилитель для гитариста изготавливает фирма Laney. Во время выступлений он использует только wah-wah и хорус, а перегруз идёт из усилителя. Некоторое время для того, чтобы получился перегруз, Тони использовал педаль Dallas Rangemaster, усиливавшую сигнал от гитары до того, как он поступал в усилитель, но позже эту педаль стали встраивать в усилители.
При записи сольного альбома Iommi, Тони помимо Gibson SG использовал Gibson Les Paul, сделанный специально для него из особенного куска махагона, с более толстыми струнами. Дома у Тони есть коллекция гитар.
О своих предпочтениях строения гитары музыкант выразился так:

Я люблю чуть более тонкий гриф по сравнению с классическими Gibson, потому что мне легче его охватить. Мне нравится, когда есть 24 лада. Я также предпочитаю тонкие лады, как на старых Gibson 1961 года. Не люблю толстые лады и предпочитаю, чтобы струны стояли низко.

В июле 2015 года компания производитель гитар Epiphone выпустила ограниченную серию гитар разработанную с участием Айомми.

## Семья
Тони Айомми женат на Марии Сьохольм. Мария тоже занималась музыкой: она была вокалистом шведской группы Drain STH. После распада группы она закончила музыкальную деятельность.
Дочь Тони — Тони-Мари Айомми — одна из основателей группы LunarMile, в которой на бас-гитаре играет Алекс Хилл (сын басиста Judas Priest Иэна Хилла). Тони-Мари Айомми открывала несколько концертов Гленна Хьюза в Великобритании.

## Влияние и мнения

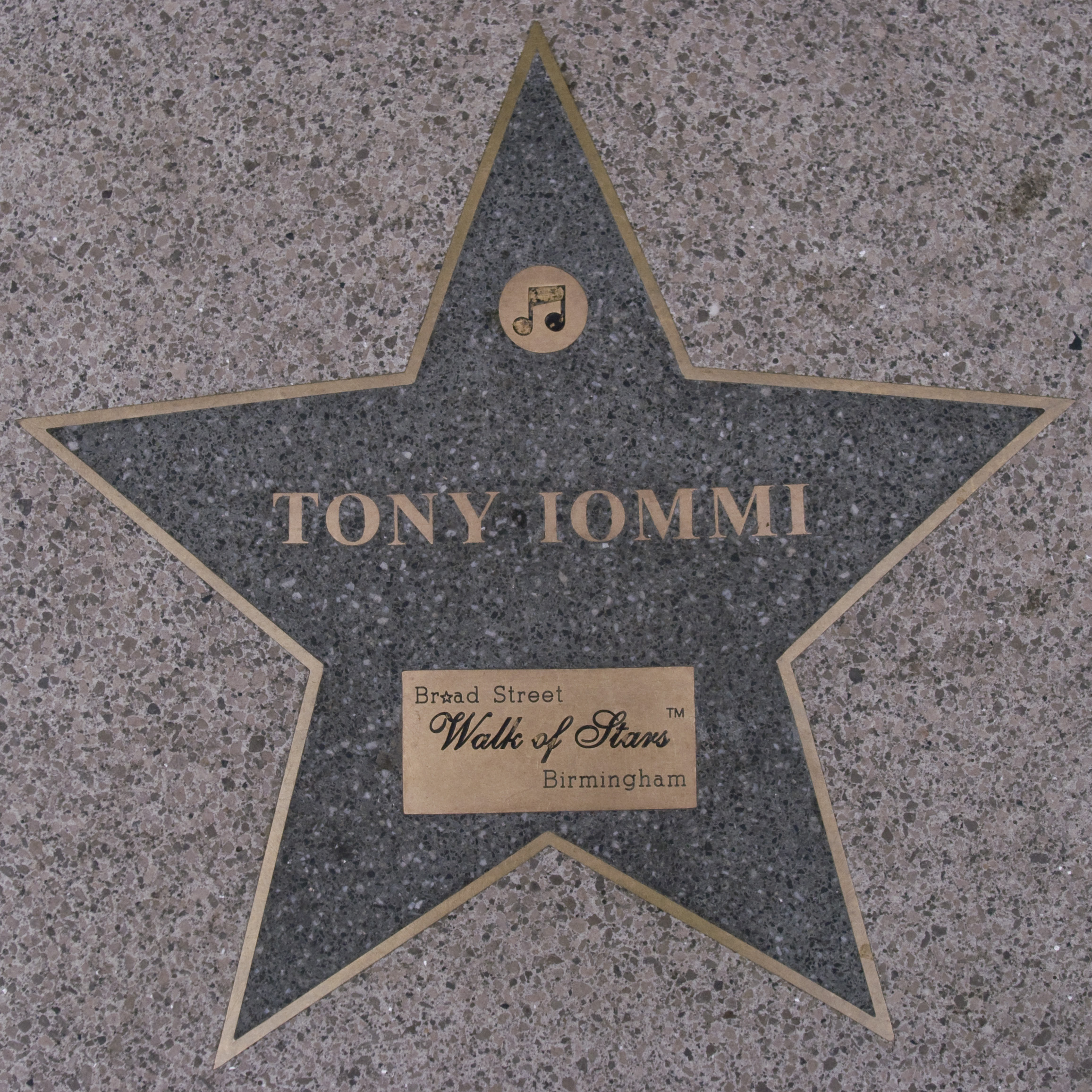
Тони Айомми был увековечен на Аллее звёзд в Бирмингеме

Black Sabbath считается прародителем стиля хеви-метал, а также группа повлияла на возникновение различных новых стилей и направлений тяжёлой музыки.
Тони Айомми был одним из первых гитаристов, кто начал использовать тяжёлый саунд трёхструнных аккордов (квинт) в своей музыке.
Гитарист был увековечен на Аллее звёзд в родном городе Бирмингеме.
Джеймс Хэтфилд сказал, что «даже не поверил своим ушам», когда услышал записи Black Sabbath, что группа «была тем, чем не были шестидесятые» и «их музыка была крутой, потому что она была полностью анти-хиппи».
Многие музыканты признали влияние Black Sabbath и Тони Айомми на их творчество, на формирование их стиля. Среди них: Кирк Хэмметт и Клифф Бёртон (Metallica), Зак Вайлд, Пеппер Кинан (Corrosion of Conformity), Джерри Кантрелл (Alice in Chains), Майк МкКрейди (Pearl Jam), Стоун Госсард (Pearl Jam), Марти Фридмен (Megadeth), Роб Коннавино (Overkill), Керри Кинг (Slayer), Марк Арм (Mudhoney), Рокки Джордж (Suicidal Tendencies), Уф Кедерлунд (Entombed), Рик Ханнолт и Гари Холт (Exodus), Брюс Кулик (Kiss), Пол Гилберт (Mr. Big), Адам Сигел (Infectious Grooves), Марко Хиетала (Nightwish), Даймбэг Даррел (Pantera).
Джо Сатриани признался, что «учился пропевать, то есть пропускать через себя партии самых разных музыкантов», среди которых был и Тони Айомми.
Оззи Осборн считает, что Тони Айомми — «бесспорный король тяжёлых, демонических рок-риффов», что «в этой области никто никогда его не превосходил». Также он сказал, что, по его мнению, Тони — «хороший, если не самый лучший гитарист», «самый недооценённый гитарист на нашей планете».
Гизер Батлер говорил, что написание песен с Тони Айомми «невероятно»: «с ним не нужно об этом говорить, все и так знают, что произойдёт». Также он рассказал, что Тони может играть риффы бесконечно, его даже иногда нужно было останавливать; что во время их первой встречи Тони Айомми был великолепным джазовым гитаристом, то есть он охватывает все стили и что группа Black Sabbath сузила его возможности.
Константин Кинчев рассказал, что его «захватил» хард-рок после того, как он в пятнадцать лет услышал Black Sabbath, и, «поскольку с давних пор это его самая любимая группа, гитаристом номер один для него всегда был и остаётся Тони Айомми».
Генри Роллинз признался, что он почувствовал гордость, на три-четыре минуты своей жизни совместив свой голос с звучанием гитары Тони Айомми. Также он добавил, что Тони имеет огромное значение, что Black Sabbath — «один из мировых универсальных языков в музыке».
Гитарист трэш-метал-группы Overkill Бобби Густафсон поведал, что в молодости на него сильно повлиял Тони Айомми и что его «думовый тон, соло и очень яркие гитарные риффы — это воплощение металлической гитары».
Айомми — постоянный фигурант списков «Лучших гитаристов всех времён». Тони попал в сотню лучших гитаристов в рейтинге авторитетного журнала Rolling Stone, который поместил его на 86-е место. А журнал для гитаристов Guitar World, составляя список лучших гитаристов метала, поставил Айомми на первое место. Также на первое место среди лучших хеви-металлических гитаристов музыканта поставила компания-производитель гитар Gibson. Black Sabbath официально включён в американский и британский залы славы рок-н-ролла.
Тони Айомми является настоящим отцом тяжёлого металла, постоянно совершенствующимся гением, мастером риффов и одним из величайших людей в мире.Брайан Мэй

## Прочая деятельность
Тони Айомми принимал участие в благотворительности. Брайан Адамс предложил знакомым ему музыкантам поучаствовать в своём замысле: всемирно известные великие гитаристы поставили на гитаре Брайана свои автографы. Эта гитара была продана на аукционе за 1,6 миллионов долларов, которые перешли в фонд для поддержки пострадавших от цунами в Азии. Среди музыкантов, принимавших участие в этой благотворительной акции, были: сам Брайан Адамс, Тони Айомми, Джимми Пэйдж, Брайан Мэй, Джефф Бек, Эрик Клэптон, Мик Джаггер, Кит Ричардс, Ронни Вуд, Дэвид Гилмор, Пол МакКартни, Пит Таунсенд, Марк Нопфлер, Ангус и Малькольм Янг, Ричи Блэкмор, Стинг, Def Leppard, Рэй Дэвис, Лиам и Ноэл Галлахер.
В 1992 году Айомми выступил вместе с участниками группы Queen на концерте, посвящённому памяти Фредди Меркьюри.
Тони Айомми принял участие в акции «Rock The Cure», организованной концерном Gibson. В этой акции также участвовали: Шерил Кроу, Род Стюарт, Дэвид Кэррадайн, Fleetwood Mac, Джо Перри (Aerosmith), Брайан Джонсон. Тони выставил на аукцион свою гитару. Все полученные средства пошли на борьбу с раком.
Группа Black Sabbath записала песню «Headless Cross» для сборника Rock Aid Armenia, организованного в помощь пострадавших в Спитакском землетрясении.
В 2009 году за помощь, оказанную народу Армении, Тони был награждён высшей наградой Армении — Орденом Чести.
Тони Айомми предстал в качестве ведущего собственной передачи «Black Sunday» на радиостанции «Planet Rock». Передача транслируется каждое воскресенье с 7 до 9 вечера по местному времени и повторяется по понедельникам с 6 до 8 вечера.
В октябре 2010 года Айомми совместно с Йеном Гилланом, клавишником Джоном Лордом, бас-гитаристом Джейсоном Ньюстедом, гитаристом Мико Линдстрёмом и барабанщиком Iron Maiden Нико МакБрейном записали в студии песню «Out Of My Mind», вырученные средства от которой пойдут на перестройку одной армянской музыкальной школы.
В марте 2013 года Айомми написал песню для армянских участников конкурса «Евровидение». По словам музыканта, для песни, получившей название «Lonely Planet», он использовал одну из своих ранних наработок.

## Дискография
| - Iommi - The 1996 DEP Sessions - Fused - 20 Years of Jethro Tull (песни «Stormy Monday Blues» и «Love Story» (выступление на BBC, 5 ноября 1968) - A Song for Jeffrey (шоу The Rolling Stones Rock and Roll Circus, 11 декабря 1968) Основная статья Дискография Black Sabbath - Live from Radio City Music Hall - The Devil You Know - Neon Nights: 30 Years of Heaven & Hell - Out of My Mind - WhoCares "Ian Gillan & Tony Iommi" | - Quartz — Quartz (продюсер) - Bobby Harrison — Funkist - Саундтрек — Heavy Metal - Сборник — Rock Aid Armenia - Ozzy Osbourne — Live and Loud - Ozzy Osbourne — The Ozzman Cometh - Cathedral — The Carnival Bizarre - Diamond Head — Death and Progress - Сборник — Guitar Speak II - Сборник — The Freddie Mercury Tribute Concert - A Tribute to Hank Marvin & The Shadows — Twang! - Саундтрек — Wayne's World - Сборник — Guitar Speak II - Сборник — Party At The Palace: The Queen’s Concerts, Buckingham Palace - Ian Gillan — Gillan's Inn - Necromandus — Orexis Of Death & Live (продюсер) - Хор Бирмингемского Кафедрального собора — How Good It Is - Dorians — Lonely Planet - Candlemass — Asterolus (альбом The Door to Doom) |